# C1 Espresso
C1 Espresso es una cafetería en Christchurch, Nueva Zelanda. Utiliza tubos neumáticos colocados bajo el techo para transportar la comida hasta la mesa de los clientes a 140 kilómetros por hora (87,0 mph). Los tubos también se utilizan para transportar los recibos de los clientes a la cocina.

## Historia
C1 Espresso fue inaugurado en 1996 en Christchurch por Sam y Fleur Crofskey.
El terremoto de Christchurch de febrero de 2011 obligó a cerrar C1 Espresso. Más tarde, el restaurante se trasladó al otro lado de la calle, a la antigua oficina de correos de High Street y fue reabierto oficialmente el 9 de noviembre de 2012 por el ministro de Recuperación del Terremoto de Canterbury, Gerry Brownlee, lo que lo convierte en uno de los primeros negocios de la ciudad central en abrir después del temblores. El nuevo edificio aumentó su capacidad de unas 250 a 350 personas y cuenta con un jardín en la azotea, colmenas y paneles solares. El nuevo restaurante se centró más en la sostenibilidad.
Después de ver tubos neumáticos en un episodio de la serie de televisión animada Futurama, Crofskey decidió usarlos en la cafetería y comenzaron a usarlos para transportar recibo s a la cocina. Después de que Crofskey sintiera que esto no era suficiente, el restaurante comenzó a colocar tubos neumáticos alrededor del techo para llevar la comida a las mesas en 2013 y 2014.
En 2019, C1 Espresso fue incluido en el Salón de la Fama de la Asociación de Restaurantes.
En noviembre de 2020, exempleados acusaron al restaurante de intimidación, de no permitir y desalentar descansos y días de enfermedad, y de hacer preguntas inapropiadas. Crofskey negó estas afirmaciones. Los empleados y una petición de 1500 firmas pidieron que el restaurante fuera retirado del Salón de la Fama y la Asociación de Restaurantes comenzó a investigar el caso. Un exempleado creó un grupo de Facebook llamado C1 Boycott and Protest Group («Grupo de protesta y boicot a C1») que reunió a más de 4000 miembros. Posteriormente, Crofskey renunció temporalmente para tomar un «largo descanso», «para reflexionar sobre las conversaciones de la semana pasada». Pronto se eliminaron todas las páginas de redes sociales de C1 Espresso.
En enero de 2021, la empleada Dale Palea'ae y su prometido Nick Annear compraron C1 Espresso de Crofskey después de que Crofskey les preguntara si querían comprarlo.

## Operaciones
A 2018, C1 Espresso muestra algunas de sus peores críticas en TripAdvisor en su menú. Debajo del logotipo del restaurante se lee el lema «El hogar de las terribles críticas de TripAdvisor». Crofskey dijo que esta es una manera de contrarrestar críticas negativas injustas y anónimas sobre el café, pero dijo que era probable que aumentaran las críticas negativas de TripAdvisor por parte de las personas que quisieran aparecer en el menú.

## Galería

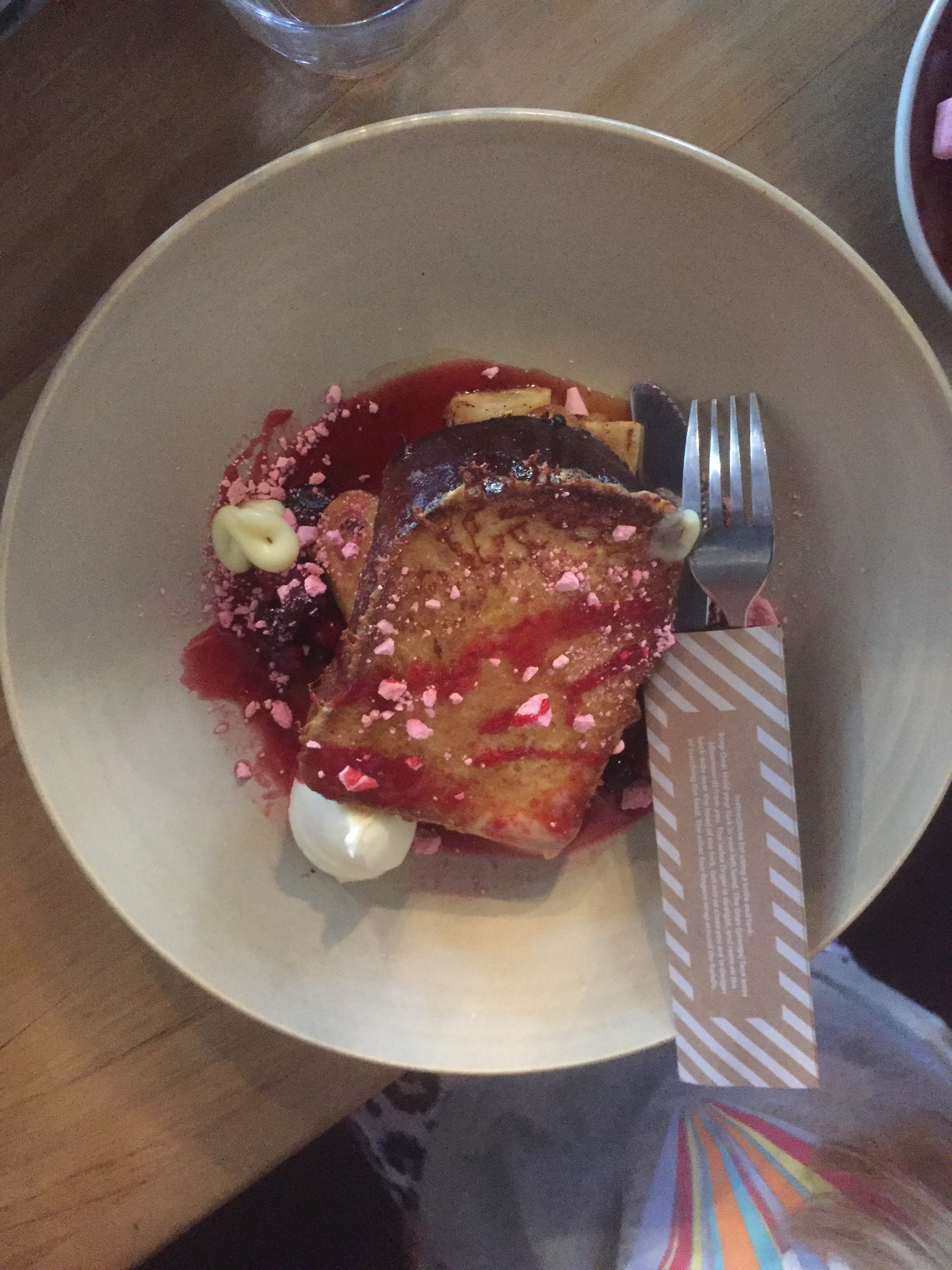
Tostada francesa (2020).
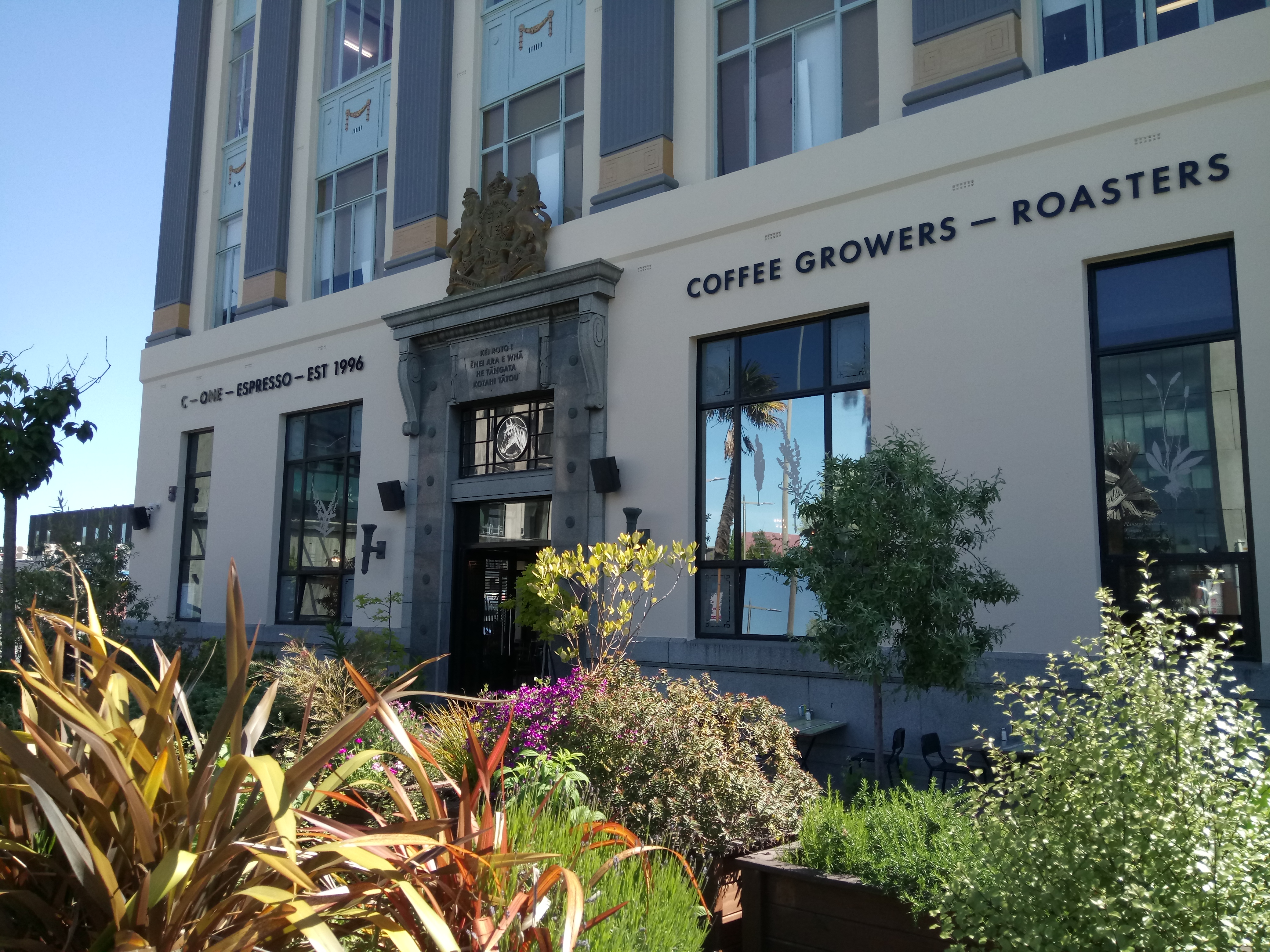
Entrada principal a C1 Espresso.
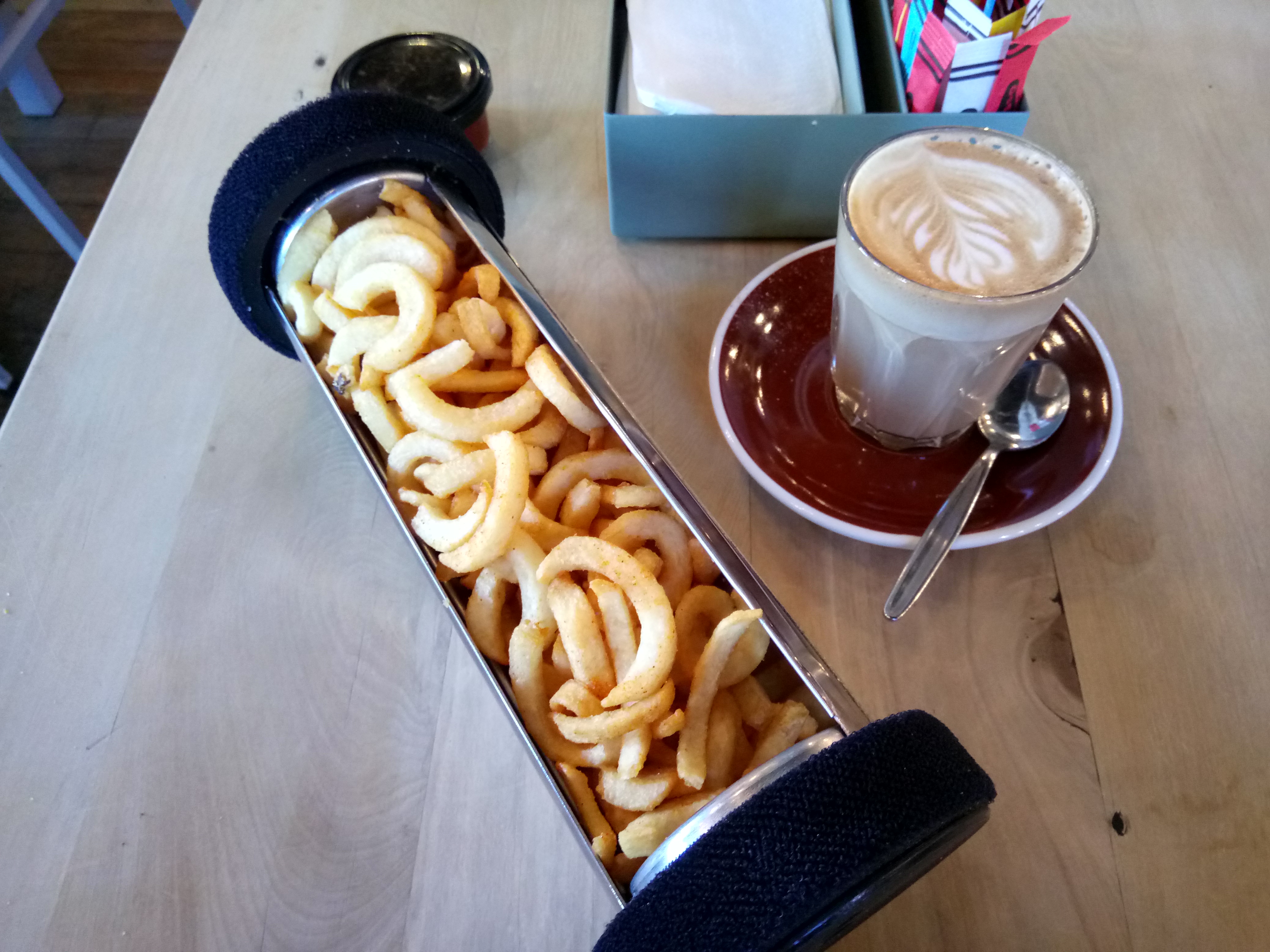
Papas fritas entregadas a través de un tubo neumático.